# ASL Airlines Belgium
ASL Airlines Belgium, anteriormente TNT Airways, es una aerolínea chárter de carga y de pasajeros con base en el Aeropuerto de Lieja, Bélgica. La aerolínea fue filial de TNT Express pero fue comprada por ASL Airlines Ireland in 2016. Realiza vuelos de carga hacia más de 67 aeropuertos al día (principalmente, europeos). Comenzó a operar vuelos chárter de pasajeros en mayo de 2004.

## Flota

### Flota Actual

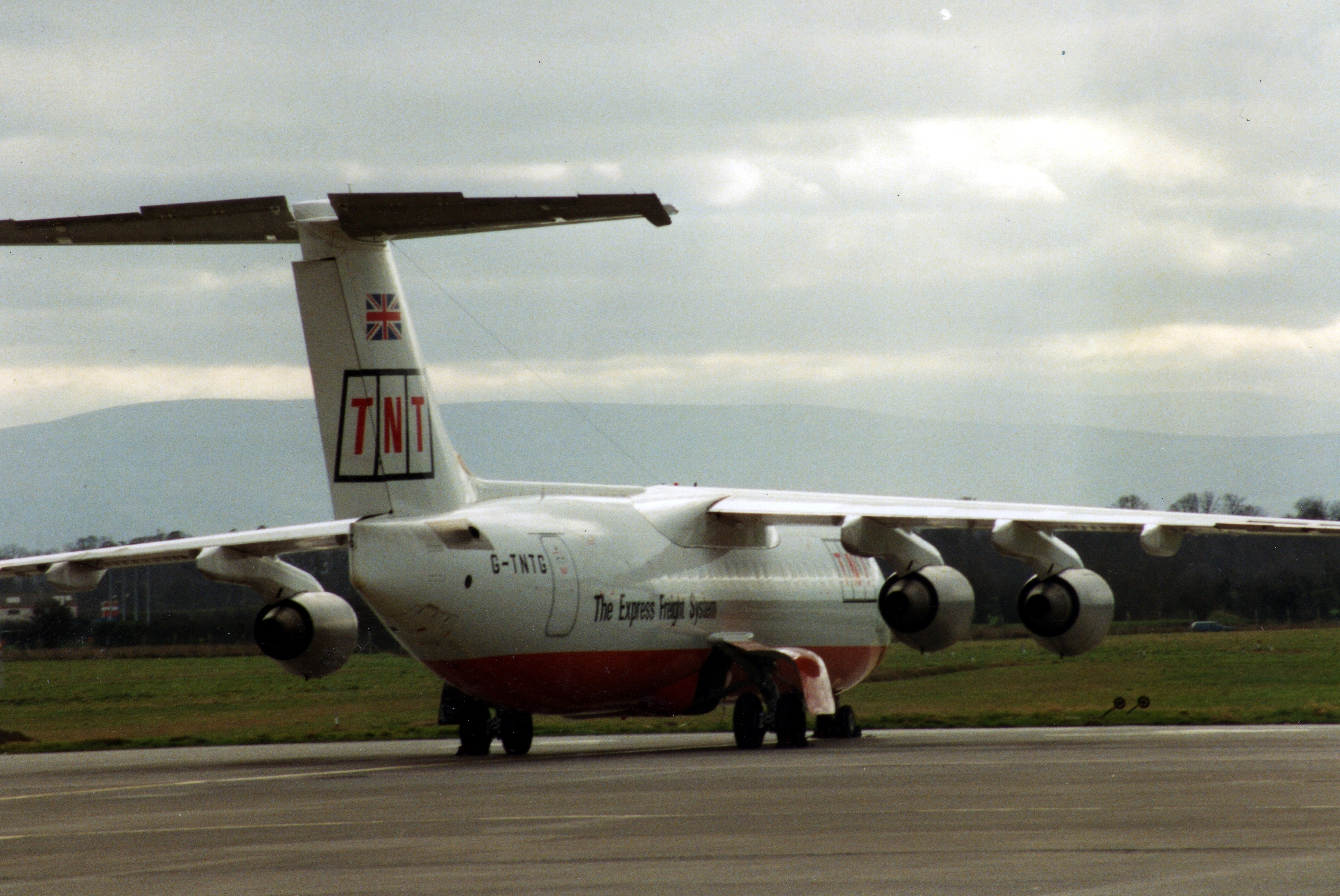
BAe 146 TNT Airways.

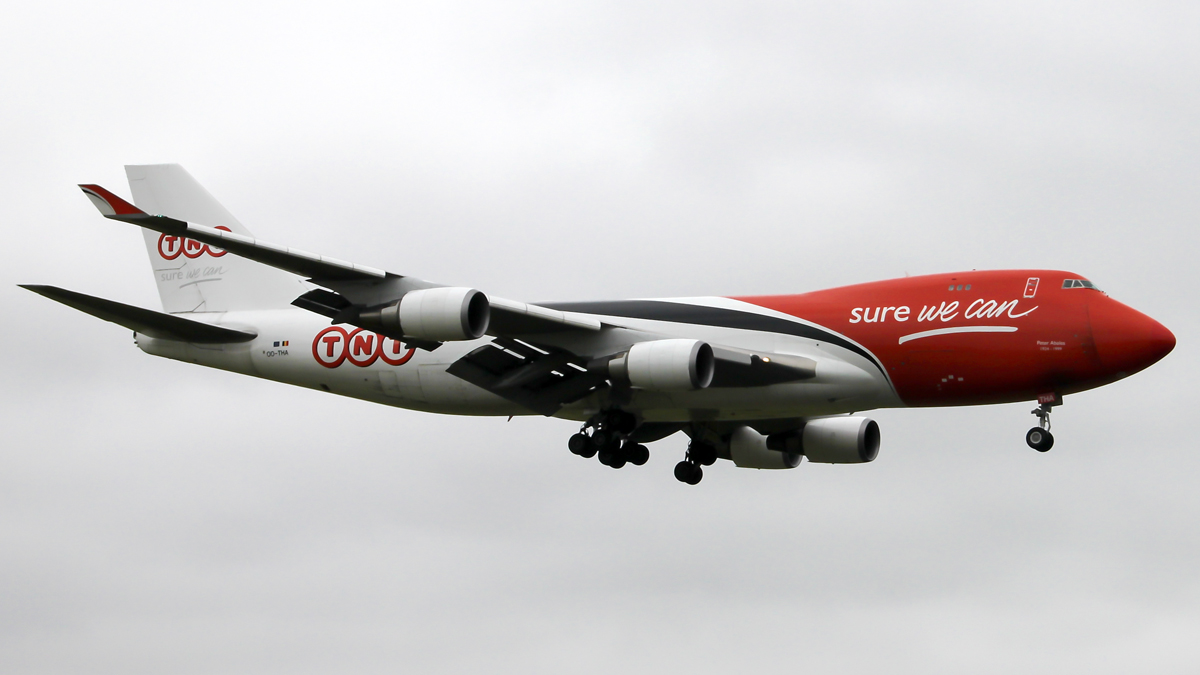
Un Boeing 747-400F de TNT Airways que actualmente opera para ASL Airlines

La flota de ASL Airlines Belgium se compone de los siguientes aviones (a marzo de 2024):
La flota de la Aerolínea posee a marzo de 2024 una edad promedio de: 23,3 años.
Actualmente, la aerolínea está negociando con Airbus acerca de la versión de carga de la nueva familia A320, planeando un gran pedido para reemplazar su flota de Boeing 737-300, si su nuevo propietario, ASL Group no lo cierra antes. Sin embargo, el mayor obstáculo es el retraso de la producción de los A320.

## Incidentes y accidentes
El 15 de junio de 2006 un Boeing 737-301SF, cuya ruta era Lieja (Bélgica)-Londres-Stansted (Reino Unido) (vuelo TAY352) tuvo que ser desviado al Aeropuerto de East Midlands (Inglaterra), debido a condiciones meteorológicas adversas. Durante la aproximación final, el piloto automático se desactivó y activó repetidas veces. El avión aterrizó bruscamente por la parte izquierda de la pista, desprendiéndose el tren de aterrizaje derecho. Tanto la punta del ala como el motor derecho rozaron contra el suelo, y el avión, tras volver a estar en el aire, tuvo que hacer un desvío de emergencia hacia el Aeropuerto Internacional de Birmingham. Al llegar a este, sólo pudo aterrizar con los trenes de aterrizaje izquierdo y delantero, rozando con el morro y con el motor derecho. No hubo heridos. Finalmente, se determinó que la causa del accidente fue un inoportuno mensaje del controlador del tráfico aéreo que el piloto malinterpretó. La aerolínea comunicó al equipo de pilotos la habilidad que tuvieron para controlar la situación, una vez que se detectó el error. Sin embargo, fueron despedidos del servicio como resultado del accidente.